# Adam et Ève (Baldung)
Pour les articles homonymes, voir Adam et Ève.
Adam et Ève est un diptyque à l'huile sur panneau (212 × 85 cm chacun) du peintre allemand Hans Baldung, datant de 1520 environ et conservé au musée des Offices à Florence. C'est une copie de l'Adam et Ève d'Albrecht Dürer, de 1507, conservé au musée du Prado.

## Histoire
Les copies, à relier avec une autre version conservée au musée du Land de Rhénanie-Palatinat, sont attribuées à Hans Baldung, le plus talentueux des disciples de Dürer.

## Description
L'œuvre rappelle fidèlement les tableaux de Dürer, avec un style plus sec et rapide et l'ajout de quelques détails, comme le cerf dans le tableau d'Adam et le lion dans celui d'Ève, ainsi que des oiseaux à valeurs symboliques selon la théorie des humeurs, et divers symboles. Les deux corps nus, à la beauté idéale, assument une connotation plus liée à la fragilité du corps, offrant ainsi une interprétation du classique thème de la Vanité. L'œuvre est exposée près de l'Adam et Ève de Lucas Cranach l'Ancien.